# CDC37L1
CDC37L1 (англ. Cell division cycle 37 like 1) – білок, який кодується однойменним геном, розташованим у людей на 9-й хромосомі. Довжина поліпептидного ланцюга білка становить 337 амінокислот, а молекулярна маса — 38 835.
| 10         |  | 20         |  | 30         |  | 40         |  | 50         |
| ---------- |  | ---------- |  | ---------- |  | ---------- |  | ---------- |
| MEQPWPPPGP |  | WSLPRAEGEA |  | EEESDFDVFP |  | SSPRCPQLPG |  | GGAQMYSHGI |
| ELACQKQKEF |  | VKSSVACKWN |  | LAEAQQKLGS |  | LALHNSESLD |  | QEHAKAQTAV |
| SELRQREEEW |  | RQKEEALVQR |  | EKMCLWSTDA |  | ISKDVFNKSF |  | INQDKRKDTE |
| DEDKSESFMQ |  | KYEQKIRHFG |  | MLSRWDDSQR |  | FLSDHPYLVC |  | EETAKYLILW |
| CFHLEAEKKG |  | ALMEQIAHQA |  | VVMQFIMEMA |  | KNCNVDPRGC |  | FRLFFQKAKA |
| EEEGYFEAFK |  | NELEAFKSRV |  | RLYSQSQSFQ |  | PMTVQNHVPH |  | SGVGSIGLLE |
| SLPQNPDYLQ |  | YSISTALCSL |  | NSVVHKEDDE |  | PKMMDTV    |  |            |

A: Аланін

C: Цистеїн

D: Аспарагінова кислота

E: Глутамінова кислота

F: Фенілаланін

G: Гліцин

H: Гістидин

I: Ізолейцин

K: Лізин

L: Лейцин

M: Метіонін

N: Аспарагін

P: Пролін

Q: Глутамін

R: Аргінін

S: Серин

T: Треонін

V: Валін

W: Триптофан

Кодований геном білок за функціями належить до шаперонів, фосфопротеїнів. 
Локалізований у цитоплазмі.